# Condado de Lanier
O Condado de Lanier é um dos 159 condados do Estado americano de Geórgia. A sede do condado é Lakeland, e sua maior cidade é Lakeland. O condado possui uma área de 518 km², uma população de 7 241 habitantes, e uma densidade populacional de 15 hab/km² (segundo o censo nacional de 2000). O condado foi fundado em 7 de agosto de 1920.